# Joseph Waltl
Joseph Waltl (28 de julho de 1805 — 4 de março de 1888) foi um naturalista e médico alemão.